# Dobrotić
Dobrotić (en serbe cyrillique : Добротић) est un village de Serbie situé dans la municipalité de Prokuplje, district de Toplica. Au recensement de 2011, il comptait 18 habitants.

## Démographie
| 1948 | 1953 | 1961 | 1971 | 1981 | 1991 | 2002 | 2011 |
| ---- | ---- | ---- | ---- | ---- | ---- | ---- | ---- |
| 223  | 250  | 179  | 117  | 77   | 61   | 37   | 18   |

|  |